# Canal 24 Horas
Canal 24 Horas (voor 24h) is een Spaanse publieke televisiezender gericht op nieuws en actualiteiten die zonder onderbrekingen uitzendt. De zender is onderdeel van Televisión Española.

## Geschiedenis
Canal 24 Horas werd in gebruik genomen op 15 september 1997. In 2012 was het de best bekeken nieuwszender van Spanje, en in hetzelfde jaar ontving de zender de prijs voor 'beste thematische kanaal' van de Academia de Televisión ('Premio Iris'). Deze prijs had de zender eerder ontvangen in 2000.
Het huidige logo dateert uit 2005, als alle zenders en bedrijven van de RTVE-groep gelijkende logo's krijgen.

## Programmering
De programmering van 24h bestaat uit nieuwsblokken van een half uur met binnenlands en buitenlands nieuws, nieuws over de samenleving, cultuur, sportnieuws en het weer. Daarnaast zendt het kanaal tegelijkertijd met La 1 of La 2 ook het ochtendjournaal, Los desayunos de TVE en de telediarios uit. De zender maakt op zijn beurt zelf het internationale nieuwsbulletin dat te zien is op TVE Internacional.